# La Pologne : Y a-t-il obligation morale pour la France d'intervenir dans les affaires de la Pologne
La Pologne : Y a-t-il obligation morale pour la France d'intervenir dans les affaires de la Pologne est un essai politique de Jules Verne écrit vers 1848.

## Sujet
Il s'agit d'un discours politique faisant référence à l'insurrection polonaise de 1848 qu'une coalition austro-russo-prussienne réprima violemment. L'événement déclencha de nombreux débats en France. Jules Verne répond négativement à la question qu'il pose.

## Manuscrit
Il s'agit d'un manuscrit autographe non signé et non daté. Son titre, La Pologne est écrit au crayon sur la page de couverture mais à l'encre sur la page de titre. 
La première page porte Y a-t-il obligation morale pour la France d'intervenir dans les affaires de la Pologne ? Daniel Compère est le premier à signaler ce manuscrit en 1986. 
Toutes les pages sont divisées en deux parties par un trait au crayon et comportent une marge d'un tiers de page à gauche et le texte à droite.

## Éditions
Acheté par la ville de Nantes en 1981 à la famille Verne pour le Musée Jules-Verne, le texte est publié pour la première fois dans les Cahiers du Musée Jules Verne no 8 en 1988 avec un appareil critique de Claudine Sainlot. Il est repris en 2018 chez L'Herne dans la collection Carnets avec une préface et une postface de Patrice Locmant. 